# Segunda División de Chile 1979
El Campeonato Nacional de Fútbol de Segunda División de 1979 fue el 28° torneo disputado de la segunda categoría del fútbol profesional chileno. Contó con la participación de 20 equipos, uno más que la temporada anterior, ya que fue incluido Deportes Iquique, que hacía su debut en el profesionalismo.
El torneo consistió en un campeonato a dos ruedas con un sistema de todos contra todos y el campeón final fue el debutante Deportes Iquique, equipo que ascendió junto al subcampeón Magallanes.
En la parte baja de la tabla de posiciones se ubicó Deportes Linares, que mantuvo su cupo en Segunda, ya que se decidió aumentar el cupo a 22 equipos para 1980.

## Movimientos divisionales
| Pos | a Primera División de Chile 1979 |
| --- | -------------------------------- |
| 1º  | Santiago Wanderers (Campeón)     |
| 2º  | Naval                            |

| Pos | Expansión (Zona Norte) |
| --- | ---------------------- |
| 1º  | Deportes Iquique       |

| Pos | Descendido desde Primera División de Chile 1978 |
| --- | ----------------------------------------------- |
| 1º  | Rangers de Talca                                |
| 2º  | Huachipato                                      |

| Pos | Asociación de Origen |
| --- | -------------------- |
| -   | -                    |

## Equipos participantes
| Equipo               | Ciudad                              |
| -------------------- | ----------------------------------- |
| Colchagua            | San Fernando                        |
| Curicó Unido         | Curicó                              |
| Deportes Antofagasta | Antofagasta                         |
| Deportes Arica       | Arica                               |
| Deportes Iquique     | Iquique                             |
| Deportes La Serena   | La Serena                           |
| Deportes Linares     | Linares                             |
| Deportes Ovalle      | Ovalle                              |
| Ferroviarios         | Estación Central, Santiago de Chile |
| Huachipato           | Talcahuano                          |
| Iberia               | Los Ángeles                         |
| Independiente        | Cauquenes                           |
| Magallanes           | San Bernardo, Santiago de Chile     |
| Malleco Unido        | Angol                               |
| Rangers              | Talca                               |
| San Antonio Unido    | San Antonio                         |
| San Luis             | Quillota                            |
| Trasandino           | Los Andes                           |
| Unión La Calera      | La Calera                           |
| Unión San Felipe     | San Felipe                          |

## Tabla final
| Pos | Equipo               | PJ | PG | PE | PP | GF | GC | Dif | Pts |
| --- | -------------------- | -- | -- | -- | -- | -- | -- | --- | --- |
| 1   | Deportes Iquique     | 38 | 23 | 8  | 7  | 66 | 40 | 26  | 54  |
| 2   | Magallanes           | 38 | 21 | 9  | 8  | 63 | 38 | 25  | 51  |
| 3   | Deportes Arica       | 38 | 17 | 14 | 7  | 76 | 50 | 26  | 49  |
| 4   | Independiente        | 38 | 19 | 10 | 9  | 71 | 46 | 25  | 48  |
| 5   | San Luis de Quillota | 38 | 19 | 9  | 10 | 63 | 42 | 21  | 48  |
| 6   | San Antonio Unido    | 38 | 16 | 11 | 11 | 64 | 55 | 9   | 43  |
| 7   | Unión La Calera      | 38 | 15 | 12 | 11 | 48 | 44 | 4   | 42  |
| 8   | Huachipato           | 38 | 15 | 10 | 13 | 50 | 49 | 1   | 42  |
| 9   | Trasandino           | 38 | 13 | 14 | 11 | 47 | 44 | 3   | 40  |
| 10  | Deportes Ovalle      | 38 | 12 | 14 | 12 | 58 | 59 | -1  | 39  |
| 11  | Colchagua            | 38 | 13 | 10 | 15 | 54 | 57 | -3  | 36  |
| 12  | Malleco Unido        | 38 | 13 | 10 | 15 | 55 | 71 | -16 | 36  |
| 13  | Deportes La Serena   | 38 | 13 | 8  | 17 | 51 | 52 | -1  | 34  |
| 14  | Iberia               | 38 | 13 | 8  | 17 | 53 | 59 | -6  | 34  |
| 15  | Deportes Antofagasta | 38 | 12 | 9  | 17 | 64 | 73 | -9  | 33  |
| 16  | Rangers              | 38 | 11 | 10 | 17 | 53 | 57 | -4  | 32  |
| 17  | Ferroviarios         | 38 | 9  | 11 | 18 | 50 | 78 | -28 | 29  |
| 18  | Curicó Unido         | 38 | 8  | 10 | 20 | 43 | 67 | -24 | 26  |
| 19  | Unión San Felipe     | 38 | 7  | 11 | 20 | 46 | 71 | -25 | 25  |
| 20  | Deportes Linares     | 38 | 7  | 10 | 21 | 35 | 58 | -23 | 24  |

PJ=Partidos jugados; PG=Partidos ganados; PE=Partidos empatados; PP=Partidos perdidos; GF=Goles a favor; GC=Goles en contra; Dif=Diferencia de gol; Pts=Puntos
|  | Campeón. Asciende a Primera División    |
|  | Subcampeón. Asciende a Primera División |
|  | Clasifica a la Liguilla de promoción    |
|  | Descenso suspendido                     |

## Liguilla de promoción
Clasificaron a la liguilla de promoción los equipos que se ubicaron en 3° y 4° lugar de la Segunda División (Arica e Independiente), con los equipos que se ubicaron en 15° y 16° lugar de la Primera División (Audax Italiano y Santiago Wanderers). Se jugó una ronda con un sistema de todos contra todos, clasificando a Primera División los dos primeros equipos ubicados en la tabla de posiciones.
| Pos | Equipo                     | PJ | PG | PE | PP | GF | GC | Dif | Pts |
| --- | -------------------------- | -- | -- | -- | -- | -- | -- | --- | --- |
| 1   | Santiago Wanderers         | 3  | 1  | 2  | 0  | 4  | 3  | 1   | 4   |
| 2   | Audax Italiano             | 3  | 1  | 2  | 0  | 1  | 0  | 1   | 4   |
| 3   | Deportes Arica             | 3  | 1  | 1  | 1  | 3  | 2  | 1   | 3   |
| 4   | Independiente de Cauquenes | 3  | 0  | 1  | 2  | 4  | 7  | -3  | 1   |

PJ=Partidos jugados; PG=Partidos ganados; PE=Partidos empatados; PP=Partidos perdidos; GF=Goles a favor; GC=Goles en contra; Dif=Diferencia de gol; Pts=Puntos
1º Fecha
| 12 de enero de 1980 | Audax Italiano | 0 : 0 | Santiago Wanderers | Estadio Carlos Dittborn, Arica                            |  |
|                     |                |       |                    | Asistencia: 18.032 espectadores Árbitro(s): Gastón Castro |  |

| 12 de enero de 1980 | Deportes Arica                                   | 3 : 1 | Independiente de Cauquenes | Estadio Carlos Dittborn, Arica                               |                                                              |
|                     | Miguel Hernández · Jaime Fonseca · Jorge Cabrera |       | Rodríguez                  | Asistencia: 18.032 espectadores Árbitro(s): Alberto Martínez | Asistencia: 18.032 espectadores Árbitro(s): Alberto Martínez |

2º Fecha
| 16 de enero de 1980 | Santiago Wanderers                                           | 4 : 3 | Independiente de Cauquenes | Estadio Carlos Dittborn, Arica  |                                 |
|                     | Víctor Borquez · Claudio Mena · Jorge Garcia · Luis Olivares |       | Ribamar Batista · Andrade  | Asistencia: 18.000 espectadores | Asistencia: 18.000 espectadores |

| 16 de enero de 1980 | Deportes Arica | 0 : 1 | Audax Italiano | Estadio Carlos Dittborn, Arica  |                                 |
|                     |                |       | Mario Zurita   | Asistencia: 18.000 espectadores | Asistencia: 18.000 espectadores |

3º Fecha
| 19 de enero de 1980 | Audax Italiano | 0 : 0 | Independiente de Cauquenes | Estadio Carlos Dittborn, Arica  |  |
|                     |                |       |                            | Asistencia: 20.000 espectadores |  |

| 19 de enero de 1980 | Deportes Arica | 1 : 1 | Santiago Wanderers | Estadio Carlos Dittborn, Arica                            |                                                           |
|                     | Benjamín Muñoz |       | Luis Olivares      | Asistencia: 20.000 espectadores Árbitro(s): Gastón Castro | Asistencia: 20.000 espectadores Árbitro(s): Gastón Castro |

- Santiago Wanderers y Audax Italiano se mantienen en Primera División.